# Diploschistes ocellatus
Diploschistes ocellatus är en lavart som först beskrevs av Dominique Villars, och fick sitt nu gällande namn av Norman. Diploschistes ocellatus ingår i släktet Diploschistes och familjen Graphidaceae.   Inga underarter finns listade i Catalogue of Life.